# Samstag Nacht
Samstag Nacht ist ein Lied des deutsch-südafrikanischen Schlagersängers Howard Carpendale aus dem Jahr 1984, das auf seinem Studioalbum Howard Carpendale 84 erschien.

## Entstehung und Veröffentlichung
Das Lied wurde gemeinsam von Howard Carpendale, Irma Holder und Joachim Horn-Bernges getextet beziehungsweise komponiert. Horn-Bernges zeichnete darüber hinaus auch für die Produktion verantwortlich.
Samstag Nacht erschien im September 1984 als Single. Diese erschien als 7″-Single mit der B-Seite Ich will dich vergessen. Im gleichen Jahr erschien das Lied als Teil von Carpendales Studioalbum Howard Carpendale 84. Für das Album Symphonie meines Lebens (25. Oktober 2019) nahm Carpendale das Lied neu mit Cliff Richard und dem Royal Philharmonic Orchestra auf.
In der ZDF-Hitparade wurde Samstag Nacht als Neuvorstellung am 17. November 1984 in der 182.-Sendeausgabe präsentiert; in der darauffolgenden Sendung vom 15. Dezember 1984 erreichte das Lied den ersten Platz.

## Inhalt
Im Liedtext geht es darum, dass eine Person, die in letzter Zeit alleine zu Hause bleibt, seinen Blues tanzt, weil niemand an sie gedacht hat. Die Sehnsucht der Person erwacht in jeder Samstag Nacht.

## Charts und Chartplatzierungen
| ChartsChartplatzierungen | Höchstplatzierung | Wochen |
| ------------------------ | ----------------- | ------ |
| Deutschland (GfK)        | 26 (16 Wo.)       | 16     |

## Coverversionen (Auswahl)
- 2020: Ramon Roselly[5]